# Вулканичен туф
Вулканичните туфи (на италиански: tufo) са група порьозни скали, съставени от циментирани в твърда маса здрави, разнообразни скални и минерални късове, пемза и вулканично стъкло, които са продукти на вулканични изригвания, лавови потоци или лахари. Размерите на отломките се движат в широки граници. Вулканични туфи се получавате и от смесването на този тип скали с морски седименти. Свързващото вещество е вулканична пепел, глинести или силициеви вещества, а понякога и продукти от разлагането на вулканичната пепел.
Поради последвалият по-слаб или по-силен метаморфизъм, в туфите протичат определени промени, понякога прикриващи до известна степен първоначалния им характер. Тъй като са съставени от продукти на изригванията, те придружават само ефузивни скали. Затова тяхното присъствие служи като доказателство за вулканичния произход на тези скали и доказва, че в района някога са действали вулкани, въпреки че не са запазени други следи от тяхното съществуване.

## Характеристика
Вулканичните туфи се характеризират с фрагменти с различни размери, различни форми и различни цветове, разпръснати на фона на пореста маса. Структурата им е конгломератна, пореста, а текстурата – нееднородна, плътна или грубослоиста. Формата на отломките в по-грубите туфи може да бъде кръгла (вулканични бомби), ъгловата или назъбена. Характерна особеност на експлозивите туфи е, че фрагментите са несортирани, а пепелните туфи са единствените представители на групата, които могат да бъдат сравнително хомогенни. Над 90% от обема на скалата са заети от пирокластичен материал, съответстващ по състав на ефузивни скали.
Порьозността на вулканичните туфи достига до 40%, поради което те имат ниска топлопроводимост и добри звукоизолационни качества. Специфичното им тегло варира от 1,4 до 2,5 г/см3. Якостта им на натиск достига до 60 Mpa, а твърдостта по скалата на Моос е 3. Притежават малка насипна плътност (1220 – 2250 кг/м3) и достатъчно висока якост (140 – 820 кг/см2). Външният им вид е твърде разнообразен. Зависи от типа на преобладаващите вулканични продукти, техния състав, цвят, порьозност, както и доколко са видоизменени от последвалите хидрохимически процеси. Цветът им може да бъде розов, червен, люляков, сивозелен, жълт, оранжев, лилаворозов, кафяв, сив, черен и др. и съответства на цвета на ефузивните скали от които са съставени.
В състава на вулканичните туфи са включени вулканична пепел (по-малки от 0,1 мм), вулканичен пясък (зрънца с размери 0,1 – 2 мм), лапили (отломки от 2 до 64 мм), вулканични бомби (късове с големина над 64 мм.) и др. Придружавани са и от незначително количество кластичен материал от невулканичен произход.
Химическият им състав варира, съдържайки SiO2 (49 – 72%), Al2O3 (10 – 24%), Fe3O4 (2 – 6%), MgO (1 – 2,5%) и др.

## Образуване
Вулканичните туфи се образуват при изхвърлянето на фрагменти от застинала или полузастинала лава по време на експлозивни вулканични изригвания. При тези ерупции вулканът взривява скали, пепел, магма и други материали. Изхвърлените от кратера продукти се издигат във въздуха и падат обратно на земята в района около него. На мястото на отлагане рохкавият кластичен материал се уплътнява и циментира. Това става в резултат от разлагането на пепелни и пясъчни частици под въздействието на горещи разтвори от вулканичен произход и тяхното пресоване и уплътняване. Туфите по-често придружават изливанията на вискозни кисели и среднокисели лави, и по-рядко – на течни, основни. Някои от най-големите находища на витрокластични туфи в света се получават чрез изригвания през голям брой тесни пукнатини, а не от вулканичните конуси.
Най-дебелият пласт от туфи обикновено се намира до кратера и намалява с отдалечаването от него. В някои случаи може да бъде най-дебел от страната по посока на вятъра или от страната на отвора, получен при насочен вулканичен взрив. Някои отлагания от туфи са с дебелина стотици метри и имат общ обем на изригване от много кубически километри. Тази огромна дебелина може да бъде създадена от еднократна ерупция, от често повтарящи се последователни изригвания, или от такива, разделени от дълги периоди от време. В близост до отдушника, туфите обикновено се състоят главно от големи блокове, слепени от вулканична пепел. С увеличаване на разстояние частиците стават все по-малки по размери и в краищата туфите са съставени главно от много фина пепел.
В някои случаи около плитки вулканични кратери се образува пръстен от туфи. Тези кратери, известни като маари, са образувани от експлозии, причинени от гореща магма, влизаща в контакт със студената подземна вода. Експлозията взривява фрагменти от основните скали, тефра и пепел от кратера. Туфовите пръстени се образуват, когато тези изхвърлени материали падат обратно на земната повърхност. Диаметърът им варира от няколкостотин до няколко хиляди метра. Дебелината на пласта в непосредствена близост до кратера обикновено е няколкостотин метра и с отдалечаването от него намалява, дори и при много лек наклон, по-малък от 10 градуса.
Много от туфите съдържат фрагменти от основните скали над вулканичния взрив, които нямат връзка с вулканичната активност. Тези материали се включват в състава им, когато вулканичната експлозия се случва под земята. Подземният взрив разбива горния скален слой и го изхвърля във въздуха, смесен с тефра и вулканична пепел, произведени от източника на магма в дъното на кратера. След падането им на земята те се уплътняват, слепват и се превръщат във вулканични туфи.
Възможен допълнителен механизъм за образуването на много от вулканичните туфи е частичният пренос и новото отлагане на кластичен материал чрез временни водни или кални потоци.
С течение на времето туфите могат да се преобразуват. Тези промени се изразяват в развитието на вторични минерали, в зависимост от състава на изходните скали – хлорит, серицит, епидот, глини и др. В обширни находища туфите могат да се видоизменят значително не само като текстура, но и по химичен и минералогичен състав. Възрастта им варира от докамбрийския период до наши дни. Повечето от по-старите вулканични туфи са загубили цялата си оригинална текстура и са прекристализирали. Много от старите базалтови туфи са заместени от зелен хлорит и амфиболни шисти, а много от риолитните – от серицитни шисти.

### Спечени туфи
При някои изригвания на повърхността се изхвърля пенообразуваща магма, във вид на емулсия от горещи газове и нажежени скални частици, която се разпространява бързо, като светеща лавина, дори и над съвсем леки наклони. Тези образувания са силно нагорещени и светят през нощта, поради което са известни още като пламтящи облаци. Те могат да се движат в продължение на много километри, а скоростта им може да надмине 160 км/час. Под въздействието на гравитацията крайните части на тази огнена маса започват да падат и се плъзгат по склона на вулкана под формата на пламтяща лавина. Изхвърлените материали са толкова горещи, че когато се приземят, частиците все още са меки и лепкави. При удара си в земята, чрез сцепление на горещите фрагменти, стъкловидната материя слепва и се уплътнява много здраво, образувайки ивици от спечени туфи (игнимбрити). Някои отлагания могат да съдържат такива туфи в близост до отдушника, и неразградени туфи на разстояние от него, където на земята падат по-малките и по-хладни частици. Спечени туфи покриват обширни площи в Нова Зеландия, Гватемала, Перу, Националния парк Йелоустоун в САЩ и на много други места.

### Пеперит
Пеперитът е вид вулканичен туф, състоящ се от утаечни скали, които съдържат фрагменти от по-млад магмен материал. Носи името си заради сходството във външния му вид с черен пипер – гранули от тъмен базалт, потънали в светло оцветен варовик. Образува се обикновено при подводни изригвания, когато магмата влиза в контакт с мокри утаечни скали. Тя нахлува и се смесва с неспоени или слабо споени, влажни седименти, започва да се разпада, смесва се с тях и впоследствие се уплъттнява. Терминът се отнася и до подобни смеси, получени от същите процеси над земята, протекли при контакт на лава и други горещи вулканични кластични отлагания с такива седименти.
На видовете пиперит влияят много фактори – специфичните свойства на магмата и утайките, съставът и размерът на зърната, тяхното разпределение, порьозността и проницаемостта на седимента и магмата. Различават се два вида пеперити – флуидни (кълбовидни) и блокиращи. И двата са съставени от късове от магмени скали, заобиколени от утайка и обратно.
- Флуидни – Магмените частици в тях са с неправилна кълбовидна форма. Размерите на отломките са от няколко милиметра до няколко дециметра.
- Блокиращи – Магмените късове са с неправилна, ъгловата форма. Размерите на отломките са от няколко сантиметра до няколко дециметра.[10]

## Класификация според типа на преобладаващите скални късове
За петрографски цели туфите обикновено се класифицират според естеството на вулканичната скала, от която се състоят. В зависимост от състава на доминиращите отломки, те се наричат базалтови, трахитни, андезитни, липаритови, пемзови и т.н. Съдържат над 90% вулканичен материал, а туфитите – от 50 до 90%. Ако вулканичният материал е по-малко от 50%, името се посочва според преобладаващия материал с различен произход.

### Базалтов туф
Базалтовият туф е финозърнеста, циментирана, плътна или рохкава скала, съставена от малки и раздробени частици базалт, сред които се виждат по-големи парчета от същия вид, често примесени с фрагменти от други скали – кристали от фелдшпат, авгит, оливин, слюда, магнетит, пясъчник и други утаечни материали и фосили. Цветът им може да бъде сив, жълтокафяв, черен, тъмнозелен, червен. Видът на скалните късове може да варира значително от по-едри и груби до дребни и заоблени. Някои от тях съдържат кръгли порести частици с диаметър от 30 и повече сантиметри. В по-голямата си част материалът на туфите е сериозно разрушен, тъй като често е прорязан от вулканични жили и гнезда от варовиков шпат, арагонит и зеолити. На места се виждат останки от сладководни и морски черупки, отпечатъци от листа и овъглени и вкаменени парчета от дърво. Базалтовият туф винаги е с повече или по-малко ясно изразена слоеста структура. В нея ясно се забелязват последователните отлагания от продукти на предишни вулканични изригвания – вулканичен пясък, пепел и лапили, отмити и пренесени от водата.
Когато с течение на времето базалтовите туфи се минерализират, те съдържат калцит, хлорит, серпентинит и др. Там, където лавите са били богати на нефелин или левцит туфите включват зеолити като аналцит, пренит, натролит, сколецит, хабазит, хеландит и др.
Базалтовите туфи се срещат в почти всички вулканични области, вмъкнати в масивни базалтови покрития или представляват външната обвивка на базалтовите вулканични куполи. Те са широко разпространени както в районите, където вулканите вече са активни, така и на териториите, където изригванията отдавна са приключили. Големи количества базалтови туфи се срещат в Исландия, Фарьорските острови, Сицилия, около Везувий, Хавайските острови, Самоа, норвежкия остров Ян Майен в Северния ледовит океан и на много други места.

### Риолитов туф
Риолитовите туфи съдържат пемзовидни фрагменти от вулканично стъкло и дребни парченца от риолит, състоящ се от кварц, алкален фелдшпат, плагиоклаз, биотит и др. Частиците пемза са изотропни и със светъл цвят. Най-малките обикновено са сърповидни, с формата на полумесец, което доказва, че те са получени при раздробяването на мехурчесто вулканично стъкло. Когато отлаганията все още са достатъчно горещи, те лесно се деформират и текат.
С течение на времето риолитовите туфи се променят значително чрез силикация и девитрификация, което води до образуване на опал, халцедон и кварц. Често присъстват закръглени корозирали кварцови кристали, каквито се срещат в риолитните лави, което доказва произходът на този вид туфи.
Районите, в които се срещат най-много риолитови туфи, са вулканичният, италиански остров Липари в Тиренско море, Исландия, Унгария, Нова Зеландия, югозападната част на САЩ и др.

### Андезитен туф
Андезитните туфи са червени или кафяви на цвят. Скалните фрагменти, които ги изграждат са с всякакъв размер – от огромни блокове до ситен, гранулиран прах. Кухините им са пълни с много вторични минерали като калцит, хлорит, кварц, епидот, халцедон. Естеството на оригиналната лава в микроскопичните пори почти винаги може да се разбере от формите и свойствата на ситните кристали, които се срещат в разрушената основа на вулканичното стъкло. Дори и в най-малките детайли тези древни туфи имат пълна прилика с днешните пепелни легла на Кракатау, стратовулкана Котопакси и Мон Пеле на Малките Антилски острови.
Андезитните туфи са изключително често срещани. Те се намират по цялата верига на Кордилерите и Андите, в Западна Индия, Нова Зеландия, Япония, в много области на Великобритания и другаде.

### Трахитен туф
Трахитните туфи съдържат малко или никакъв кварц, но голямо количество санидин и анортоклаз, а понякога и фелдшпат, примесени със случайни биотит, авгит и амфибол. При изветряне те често се променят до меки червени или жълти глинести скални породи, богати на каолин и вторичен кварц. Трахитни туфи са открити на вулканичния остров Иския в Тиренско море край Неапол, по река Рейн в планинския район Зигенгебирге, в Унгария и т.н.

## Видове

### Според естеството на изхвърлената лава
- Литокластични – Ако те се състоят основно от вулканични скални отломки.[3][4]
- Витрокластични (стъкловидни) – Ако са съставени главно от фрагменти от вулканично стъкло или са със смесен състав.[4][5]
- Палагонити – Тяхна разновидност са хидратираните стъкловидни туфи с химичен състав, подобен на базалта. Този вид е широко разпространен при вулканите в Исландия.[1]
- Кристалокластични (кристалинни) – Туфите, съставени главно от отделни кристали или техни отломки и от фрагменти от различни минерали.[3][4][5]
- Туфити – Тъй като повечето активни вулкани са разположени по морските брегове или на острови, продуктите от тяхното изригване често попадат в морето, където се смесват с морските седименти. По този начин се образуват смесени находища, в които са попаднали и вкаменелости от морски животни.[1]

### Според размера на съставящите фрагменти
Съществуват различни класификации на туфите, в зависимост от съставящите ги частици.
- Блокови агломератни туфи – съставящите фрагменти са по-големи от 20 см
- Агломератни туфи – отломки с размери между 5 см и 20 см
- Лапилни – парчета от 1 см до 5 см
- Чакълести – късчета от 0,2 см до 1 см
- Фино фрагментирани – състоят се от циментирани частици от вулканичен пясък с размери от 0,1 мм до 2 мм
- Пепелни туфи – съставен от циментирани частици от вулканична пепел с размери под 0,1 мм.[2][3]

Според друга класификация се делят на:
- Агломератни – грубо фрагментирани
- Псефитови – едро фрагментирани с отломки с размерите на баластра
- Псамитови – средно фрагментирани с размер на късчетата от 2 мм до 0,05 мм
- Алевритови (пелитови) – фино фрагментирани, с размер на зрънцата от 0,01 мм до 0,1 мм (според други автори 0,005 – 0,05 мм)

### В зависимост от типа на компонентите и отлагането
В начина на отлагане на материала, от който са съставени туфите, съществува определено разнообразие. В някои случаи продуктите на изригване се изхвърлят във въздуха и падат от атмосферата директно върху сушата. При други те попадат във водата и тя участва в тяхното отлагане. Понякога се образуват от смес от течна гореща кал и вулканична пепел и т.н. Всички тези видове туфи имат специални имена. Някои от тях са:
- Шалщайн – Това е скала, принадлежаща към групата на диабазовите туфи. Тя е многослоиста, често шистозна, със зеленикав или сивкав цвят и обикновено придружава диабаза. Състои се от начупени зърна от отделните компоненти на диабаза, заедно с продукти от тяхното видоизменение, смесени с пясъчни, глинени и карбонатни частици. Среща се в почти всички области, в които присъстват диабаз и диабазни порфирити.[13]
- Трас – Жълтеникава, сива или кафява, землиста или порьозна скала, подобна по външен вид и химичен състав на пемзовите туфи. Състои се главно от малки фрагменти от поресто вулканично стъкло, частици от трахит, санидин, амфибол, слюда, авгит и някои други минерали и понякога съдържа овъглени растителни останки. По отношение на химичния и минералния състав това е трахитен туф, повече или по-малко силно хидратиран. Ползва се като отличен материал за приготвяне на хидравлична вар и цименти от типа на пуцолановия.[14]
- Пеперин – Сивокафяв, мек туф, състоящ се от фрагменти от базалт и варовик, придружени от разхвърляни кристали от авгит, слюда, магнетит, левцит и др. Известен е още като албански камък (lapis albanus), тъй като образува мощни находища в планината Албани, близо до Рим. В Рим е използван като строителен камък и при изграждането на басейни и фонтани.[15][16]
- Палагонит – Някои туфи са съставени от пизолитни зърна, от т.нар. земна градушка. Това са малки топчета с размерите на грахово зърно, които се образуват във въздуха от изхвърлената вулканична пепел, падат на земята, наподобяващи земната градушка, и след това се циментират.[1]

## Разпространение
Вулканичните туфи са широко разпространени по целия свят. Срещат се по склоновете и около действащи и затихнали вулкани и понякога покриват доста големи площи. Намират се под формата на пластове със средна дебелина 10 – 15 м. Грубите кластични туфи преобладават в зони, сравнително близо до центъра на изригването, а дребно и фино фрагментираните понякога могат да се намерят на значително разстояние от него. Големи залежи има в Армения – на територията на страната има 16 находища на вулканични туфи с общ запас от 170,4 млн. м3. Най-известни и красиви са виолетоворозовите и кафяворозови туфи в планината Арагац, край град Артик и жълтооранжевите край древната арменска столица Ани, която днес попада в Турция. Големи находища се намират близо до Рим и Неапол в Италия, Исландия, САЩ, Кабо Верде, Грузия и др.>
Вулканични туфи се срещат на много места и в България. Няколко примера:
- Харман кая – Намира се в Родопите, близо до с. Биволяне, община Момчилград. Скалите там са туфи с вулканогенно-седиментен произход, в комбинация с риолит. Обектът има форма на амфитеатър, образуван по естествен път чрез изветряне на вместващите скали.[17]
- Скални ниши при с. Долно Черковище – Разположени са на левия бряг на река Арда в община Стамболово, област Хасково. В почти вертикална скала са издълбани трапецовидни ниши, които днес са недостъпни. Скалата е изградена от порести вулканични туфи с кисел състави и меко карбонатно свързващо вещество.[17]
- Вкаменената гора – Намира се в землището на с. Равен, югоизточно от Кърджали. Това са фосилизирни дървета, пръснати сред риолитови вулканични туфи. Образувани са в анаеробна среда, след затрупване на гората с вулканична пепел. От нея е извлечен силициевият диоксид, който изцяло замества органичния материал на дърветата. Оголването им се дължи на екзогенни изветрителни процеси, които лесно разрушават вместващите риолитови туфи.[17]
- Вкаменената сватба – Разположена е край с. Зимзелен, област Къръджли. Образуваните фигури са каменни пирамиди, формирани в силно порести риолитови туфи. При валеж, атмосферната вода навлиза в порите на туфите и те набъбват. Пирамидите се оформят при изсъхването, когато водата се изпарява, скалите се напукват и разрушават, а разрушеният материал се отнася от повърхностно течащите води и от вятъра.[17]
- Скални гъби при с. Бели пласт – Намират се на около 1 км северно от селото, в Кърджалийска област.. Формирането на скалите, в които са оформени, е свързано с изригването на вулкана Бели пласт. В резултат са образувани кисели риолитови скали, върху които са разположени пирокластични. Двата пласта различни скали са разкрити при последвалите екзогенни изветрителни процеси. Те имат различна устойчивост на изветряне, като долният слой от риолитови туфи е по-неустойчив, изветря по-бързо и оформя долната, по-тънка част на „гъбите“. Пирокластитите отгоре са изградени от груби, по-едри късове, които са значително по-устойчиви на изветряне. Те оформят горната, разширена част на гъбите. Двата типа скали ясно се различават и по цвят – розов и зелен, което се дължи на вторичните минерали, образувани по време на изветрянето.[17]

## Употреба
Вулканичните туфи са здрави, издръжливи, леки, имат високи топло- и звукоизолационни свойства и декоративни качества, богата цветова гама, леки са, добиват се и се обработват лесно. Всичко това ги прави много подходящи за употреба в строителството. Използват се като стенен и облицовъчен материал, пълнител в леките бетони, особено при подводни конструкции и най-вече в такива, изложени на действието на морската вода. От тях се изработват сложни архитектурни детайли и профили. Вулканичните туфи и шлаки намират приложение при производството на шлакови бетонни блокове. От тях се произвеждат устойчиви бои и художествени предмети за бита.